# Age of Unreason (альбом)
Age of Unreason сімнадцятий альбом американського панк-рок-гурту Bad Religion, виданий 3 травня 2019. Це перший студійший альбом за участі гітариста Майка Дімкіча та барабанщика Джеймі Міллера, що замінили Грега Гетсона та Брукса Вакермана відплвідно, а також перший альбом спродюсований Карлосом де ла Гарса.
Реліз Age of Unreason також став міткою найбільшої перерви між студійними альбомами за всю кар'єру гурту, від релізу їх попереднього альбому, True North, що вийшов в січні 2013 року. Синглами альбому стали «My Sanity», «Chaos from Within» та «Do the Paranoid Style».

## Відгуки
Wall of Sound оцінив альбом на 9/10:
|  | «З моменту свого утворення в 1980 році гурт апелював у своїй музиці до гуманності, розуму і совісті. «Age of Unreason» продовжує ці теми, зосереджуючись на нинішньому політичному кліматі. Оригінальний текст (англ.) [«Since their formation in 1980 the band have been challenging their listeners with music that appeal to their fans humanity, reason and conscience. «Age of Unreason» continues these themes, focusing on the current political climate.».] Помилка: [undefined] Помилка: {{Lang}}: немає тексту (допомога): текст вже має курсивний шрифт (допомога) |

## Список композицій
| #     | Назва | Автор                                | Тривалість |
| ----- | --- | ------------------------------------ | ---------- |
| 1.    | «Chaos from Within»                                                                                            | Бретт Гуревич, Грег Граффін          | 1:50       |
| 2.    | «My Sanity» | Гуревич, Граффін                     | 2:58       |
| 3.    | «Do the Paranoid Style»                                                                                        | Гуревич, Граффін                     | 1:45       |
| 4.    | «The Approach»                                                                                                 | Гуревич, Граффін                     | 2:25       |
| 5.    | «Lose Your Head»                                                                                               | Гуревич, Граффін                     | 2:50       |
| 6.    | «End of History»                                                                                               | Гуревич, Граффін, Carlos de la Garza | 2:47       |
| 7.    | «Age of Unreason»                                                                                              | Гуревич, Граффін                     | 2:40       |
| 8.    | «Candidate» | Гуревич, Граффін                     | 2:45       |
| 9.    | «Faces of Grief»                                                                                               | Браян Бейкер, Гуревич, Граффін       | 1:04       |
| 10.   | «Old Regime»                                                                                                   | Гуревич, Граффін                     | 2:42       |
| 11.   | «Big Black Dog»                                                                                                | Гуревич, Граффін                     | 2:06       |
| 12.   | «Downfall» | Гуревич, Граффін                     | 2:36       |
| 13.   | «Since Now» | Гуревич, Граффін                     | 1:43       |
| 14.   | «What Tomorrow Brings» (трек закінчується в 3:09, Прихований трек «The Kids Are Alt-Right» починається з 3:09) | Гуревич, Граффін                     | 5:52       |
| 15.   | «The Profane Rights of Man» (Бонусний трек)                                                                    | Гуревич, Граффін                     | 2:07       |
| 38:10 | |                                      |            |

## Учасники запису
- Грег Граффін — вокал
- Бретт Гуревич — гітара
- Браян Бейкер – гітара
- Майк Дімкіч — гітара
- Джей Бентлі – бас-гітара
- Джеймі Міллер — ударні

## Чарти
| Чарт (2019)                                        | Найвища позиція |
| -------------------------------------------------- | --------------- |
| Australian Albums (ARIA)                           | 28              |
| Австрія Austrian Albums (Ö3 Austria)               | 15              |
| Бельгія Belgian Albums (Ultratop Flanders)         | 43              |
| Бельгія Belgian Albums (Ultratop Wallonia)         | 163             |
| Фінляндія Finnish Albums (Suomen virallinen lista) | 12              |
| Німеччина German Albums (Offizielle Top 100)       | 8               |
| Угорщина Hungarian Albums (MAHASZ)                 | 37              |
| Шотландія Scottish Albums (OCC)                    | 41              |
| Spanish Albums (PROMUSICAE)                        | 41              |
| Swedish Albums (Sverigetopplistan)                 | 58              |
| Швейцарія Swiss Albums (Schweizer Hitparade)       | 16              |
| США Billboard 200                                  | 73              |